# Skylanders: Trap Team
Skylanders: Trap Team (с англ. — «Скайлендеры: Команда ловушки») — компьютерная игра в жанре action-adventure с ролевыми элементами, прямое продолжение игр Skylanders: Spyro's Adventure, Skylanders: Giants и Skylanders: Swap Force. Выход игры состоялся в октябре 2014-го года на игровых консолях и мобильных платформах. Главным отличием этой части от других игр серии стала возможность пленять некоторых злодеев в специальные ловушки, чтобы потом использовать их в качестве игровых персонажей.

## Игровой процесс
Как и в предыдущих играх серии, основой геймплея являются фигурки персонажей, которые игрок устанавливает на специальный портал, чтобы персонаж появился на экране в качестве игрового. Основное нововведение Trap Team — появление предметов-ловушек, с помощью которых можно после победы пленить злодеев, а затем играть за них. Помимо этого появились кристаллы с бонусами и недоступными для обычных Скайлендеров (за обычных также засчитываются гиганты, Swap-Skylanders и Мини-Скайлендеры) местами и спец-места с головоломными задачами и бонусами, открыть вход к которым могут лишь новый класс Скайлендеров — Trap Masters. Изначально было анонсировано 16 Trap Masters, по 2 на каждую из восьми стихий, но в конце декабря 2014-года было выпущено ещё два новых Trap Master, открывших две новые для серии стихии — Свет и Тьму. Также появились соответствующие ловушки, двое Скайлендеров-новичков и злодеи двух новых стихий. Из-за появления ловушек игра требует наличие нового портала, поставляющегося в стартовых наборах игры.
Игрок может играть как за Скайлендеров, так и за пойманных злодеев, в любой момент переключаясь между ними. Злодеи сильнее, но имеют истекающий индикатор энергии, по окончании которого злодей становится недоступен, пока счётчик не восстановится. Но этот индикатор можно продлить, если пройти специальный квест или обратиться с помощью к персонажам, которым требуется помощь от злодеев. Ещё одним отличием является наличие лишь двух боевых приёмов у злодеев (Каос и Всадники рока имеют по три приёма) в отличие от Скайлендеров, которые получают больше улучшений. Кроме этого, злодеи могут открывать сейфы с деньгами, встречающиеся время от времени. Сами же деньги, собираемые злодеями, зачисляются на счёт Скайлендеров, которым игрок играет на данный момент.
Ещё одно пополнение в рядах героев — появление Мини-скайлендеров, как отдельного класса. Ранее некоторые из героев появлялись в роли сайдкиков, помогающих героям, но теперь они стали игровыми персонажами сами по себе, обладая теми же способностями, что и обычные аналоги. Анонсировано 16 мини-скайлендеров, по 2 на каждую из 8 основных стихий.

## Сюжет
Давным-давно Скайленд находился под властью Всадников Рока — могущественных злодеев, сеявших хаос по всему Скайленду. Но Скайлендеры победили их и заточили в тюрьму Клаудкракер. Но через несколько лет Каос захватил темницы и выпустил Всадников Рока, а также прочих злодеев на волю. Кроме того он смог отправить всех Мастеров ловушек на Землю, а сам организовал новое логово для Всадников, надеясь захватить Скайленд. Однако, неблагодарные Всадники Рока и прочие злодеи даже не захотели слушать Каоса из-за маленького роста, а потом и вовсе свергли его, решив действовать сами по себе. И теперь Скайлендерам нужно не только помешать злодеям, но и вновь пленить их.

## Стартовые наборы
Skylanders: Trap Team продаётся в виде стартовых наборов, включающих в себя саму игру, портал силы, фигурки персонажей и ловушки для злодеев.

### Стандартный стартовый набор
- Snap Shot (Trap Master — Стихия воды)
- Food Fight (Стихия жизни)
- Life Hammer (Ловушка — Стихия жизни)
- Water Tiki (Ловушка — Стихия воды)

### Тёмный стартовый набор
- Dark Snap Shot (Trap Master — Стихия воды)
- Dark Wild FIre (Trap Master — Стихия огня)
- Dark Food Fight (Стихия жизни)
- Life Hammer (Ловушка — Стихия жизни)
- Water Tiki (Ловушка — Стихия воды)
- Ultimate Kaos Trap (Ловушка — специально для Каоса)

### Стартовый набор для Nintendo 3DS
- Gusto (Trap Master — Стихия воздуха)
- Barkley (Mini — Стихия жизни)

Остальные фигурки и ловушки продаются отдельно и в наборах из нескольких фигурок. Наборы также могут включать в себя фигурки новых уровней или предметов. Для Skylanders: Trap Team уже выпущено более 20 отдельных изданий фигурок, 30 различных ловушек и свыше 20 вариантов наборов. Новые наборы будут появляться в продаже в течение года.

## Саундтрек
Официальный саундтрек с музыкальным сопровождением из игры появился в продаже 23 сентября 2014-го года и включает в себя 12 композиций:
1. Main Theme (2:29)
2. Soda Springs (2:07)
3. Skylanders Academy (2:25)
4. Know-It-All Island (2:35)
5. Chompy Mountain (3:06)
6. Chef Zeppelin (1:48)
7. Rainfish Riviera (2:28)
8. Monster Marsh (2:48)
9. Dreamcatcher Theme (1:52)
10. Lair of the Golden Queen (2:05)
11. Sunscraper Towers (2:22)
12. The Nightmare Express (2:14)

## Отзывы
| Сводный рейтинг | Сводный рейтинг | Сводный рейтинг |
| Издание         | Оценка          | Оценка          |
| Издание         | PS4             | Xbox One        |
| --------------- | --------------- | --------------- |
| GameRankings    | 77,94 %         | 79,74 %         |